# Johan Cruijff Arena
A Johan Cruijff Arena, anteriormente chamada de Amsterdam Arena, é um estádio de futebol localizado em Amesterdã, na província neerlandesa da Holanda do Norte. Casa do Ajax, a arena tem capacidade para 55 865 torcedores.
Foi projetado para ser o estádio olímpico das Olimpíadas de 1992, mas Amesterdã acabou perdendo a disputa para Barcelona. Sua inauguração foi em 1996, com um jogo do Ajax contra o Milan.
O estádio foi um dos primeiros a contar com um teto retrátil e grama natural, o que gerou problemas de desenvolvimento do gramado, no princípio. Uma avenida passa por baixo do estádio. Ele também recebeu muitas criticas por não apresentar um ambiente de futebol.
Recebeu vários shows: Tina Turner (o primeiro), Rolling Stones, U2, Michael Jackson, Eminem, Céline Dion e Madonna. Um dos maiores públicos registrados aconteceu no show do holandês Armin van Buuren, onde mais de 80 mil fãs lotaram o estádio nos dias 12 e 13 de maio de 2017.
Recebeu também a final da Liga dos Campeões da UEFA de 1998, quando o Real Madrid venceu a Juventus por 1 a 0. A final da Liga Europa da UEFA também foi disputada em 2013, quando o Chelsea venceu a Benfica por 2 a 1.
Após a morte do ex-jogador e treinador Rinus Michels (vice-campeão da Copa do Mundo de 1974), muitos torcedores queriam a mudança do nome do estádio. Com a negativa da administração da Arena, os torcedores do Ajax passaram a levar em todos os jogos uma grande faixa escrita: Rinus Michelsstadion e adotaram o nome não-oficial. Em 2017, o Ajax decidiu rebatizar o estádio para Johan Cruijff Arena, devido a morte do ex-jogador e treinador Johan Cruijff no ano anterior.

## Euro 2000
| Data        | Público | Seleção       | Placar | Seleção       | Fase             |
| ----------- | ------- | ------------- | ------ | ------------- | ---------------- |
| 11 de junho | 50 833  | Países Baixos | 1–0    | Tchéquia      | Grupo D          |
| 18 de junho | 42 500  | Eslovênia     | 1–2    | Espanha       | Grupo C          |
| 21 de junho | 51 000  | França        | 2–3    | Países Baixos | Grupo D          |
| 24 de junho | 42 000  | Turquia       | 0–2    | Portugal      | Quartas de final |
| 29 de junho | 51 300  | Países Baixos | 0–0    | Itália        | Semifinal        |

## Euro 2020
| Data        | Público | Seleção            | Placar | Seleção       | Fase             |
| ----------- | ------- | ------------------ | ------ | ------------- | ---------------- |
| 13 de junho | 15 837  | Países Baixos      | 3–2    | Ucrânia       | Grupo C          |
| 17 de junho | 15 243  | Países Baixos      | 2–0    | Áustria       | Grupo C          |
| 21 de junho | 15 227  | Macedônia do Norte | 0–3    | Países Baixos | Grupo C          |
| 26 de junho | 14 645  | País de Gales      | 0–4    | Dinamarca     | Oitavas de final |